# Овен Вилсон
Овен Канингам Вилсон (енгл. Owen Cunningham Wilson, : ; Далас, 18. новембар 1968) амерички је глумац, сценариста, продуцент и писац.
Његов старији брат Ендру и његов млађи брат Лук такође су глумци. Дуго је био у сарадњи са филмским продуцентом Весом Андерсоном, са којим дели заслуге писања и глуме за Провалнике дилетанте (1996) и Породицу чудака (2001), који је био номинован за Награду Оскар за Најбољи оригинални сценарио. Такође, са Беном Стилером глумио је у десет филмова.
Вилсон је најпознатији по својим улогама у филмовима Провалници дилетанти (1996), Шангајско подне (2000), Зулендер (2001), Породица чудака (2001), Шангајски витезови (2003), Морски свет са Стивом Зисуом (2004), Ловци на деверуше (2005), Аутомобили (2006), Ноћ у музеју триологији (2006, 2009 и 2014), Воз за Дарџилинг (2007), Марли и ја (2008), Поноћ у Паризу (2011), Аутомобили 2 (2011), Млађи референти (2013), Гранд Будапест хотел (2014), Без излаза (2015) и Зулендер 2 (2016).

## Почеци и образовање
Вилсон је рођен у Даласу (Тексас, САД), фотографкињи Лори (рођ. Канингам) Вилсон (рођена 17. октобра 1939) и шефу у компанији за рекламирање и оператору јавне телевизијске станице Роберту Ендруу Вилсону (рођен 1941). Његова породица, оригинално из Масачусетса, ирског је порекла. Вилсон је похађао Војни институт у Новом Мексику и Тексаски универзитет у Остину, где је постао бахелор уметности на енглеском.

## Лични живот
На албуму C'mon C'mon из 2002. године, чија је ауторка Вилсонова бивша девојка Шерил Кроу, налази се песма Safe and Sound, која је посвећена управо Овену Вилсону и за коју се мисли да је аутобиографско дело настало поводом везе Вилсона и Кроуове.
Овен Вилсон је 26. августа 2007. године одвезен у Дом здравља Сент Џона због наводног покушаја самоубиства. Касније је пребачен у Дом здравља Седарс-Сајнај у Лос Анђелес. Његов адвокат је потврдио да се Вилсон опорављао од депресије.
Неколико дана након хоспитализације, Вилсон се повлачи из своје улоге у Tropic Thunder-у, чији је продуцент био и у ком је глумио и његов пријатељ и чест сарадник Бен Стилер. Заменио га је Метју Маконахеј. После боравка у болници, Вилсон се појављивао међу ограниченим бројем публике те на промоцијама за своје филмове.
Године 2008. објављено је да Вилсон и његова девојка Кејт Хадсон планирају да се венчају. Међутим, они се никада нису венчали већ су се неколико пута свађали и прекидали те поново зближавали током 2008. и 2009. године, пре коначног раскида на дужи временски период.
Вилсонов представник је 10. јануара 2011. године објавио да Вилсон и његова девојка Џејд Дјул очекују бебу. Четири дана после, 14. јануара 2011. године, потврђено је да је Дјулова на Хавајима родила мушко дете, Вилсоновог првог сина Роберта Форда Вилсона. Вилсон и Дјулова су своју везу прекинули јуна 2011. године.
Вилсонов представник је октобра 2013. године потврдио да је овај очекивао дете са личном фитнес тренерком Керолајн Линдквист, иако они заправо нису били у односу и Линдквистова је била у процесу развода од свог мужа. Линдквистова је 30. јануара 2014. године радила Вилсону његово друго дете, сина Фина Линдквиста Вилсона.

## Филмографија
| Улоге Оуена Вилсона |                                      |               |                         | |
| Година              | Српски назив                         | Изворни назив | Улога                   | Напомена |
| 1996.               | Ботл рокет                           |               | Дигнан                  | Такође сценариста |
| 1996.               | Цревна напаст                        |               | Робинс Дејт             | |
| 1997.               | Анаконда                             |               | Гари Диксон             | |
| 1997.               | Добро да боље не може бити           |               | Н/Д                     | Сарадник продуцент |
| 1998.               | Армагедон                            |               | Оскар Чојс              | |
| 1998.               | Стална поноћ                         |               | Ники                    | |
| 1998.               | Рашмор                               |               | Н/Д                     | Такође сценариста |
| 1999.               | Поседнуће                            |               | Лук Сандерсон           | |
| 1999.               | Доручак шампиона                     |               | Монте Рапид             | |
| 1999.               | Човек минус                          |               | Ван Зигерт              | |
| 2000.               | Шангајско подне                      |               | Рој О’Банон             | Номинован — Награда Блокбастер ентертејнмент за Најбољи акциони тим Номинован — Награда Сателит за Најбољег глумца у помоћној улози: мјузикл или комедија |
| 2000.               | Њени родитељи                        |               | Кевин Роли              | Номинован — Награда Блокбастер ентертејнмент за Најбољег глумца у помоћној улози — комедија |
| 2001.               | Зулендер                             |               | Хансел Макдоналд        | Номинован — МТВ филмска награда за Најбољи филмски дуо |
| 2001.               | Краљевски Тененбаумс                 |               | Ели Кеш                 | Номинован — Награда Оскар за Најбољи оригинални сценарио Номинован — Награда за Најбољи оригинални сценарио Номинован — Награда Чикашке филмске критичке асоцијације за Најбољи сценарио Номинован — Награда Њујоршког филмског критичког круга за Најбољи сценарио Номинован — Награда Онлајн филмског критичког друштва за Најбољи оригинални сценарио Номинован — Награда Феникског филмског критичког друштва за Најбољу филмску поставу Номинован — Награда Феникског филмског критичког друштва за Најбољи оригинални сценарио Номинован — Награда Сателит за Најбољег глумца у помоћној улози: мјузикл или комедија Номинован — Награда Торонтске филмске критичке асоцијације за Најбољи сценарио Номинован — Награда Америчког еснафа сценариста за Најбољи оригинални сценарио |
| 2001.               | Иза непријатељских линија            |               | Поручник Крис Барнет    | |
| 2002.               | Ја шпијун                            |               | Алекс Скот              | Номинован — Награда Златна малина за Најгори сценски комбо |
| 2003.               | Шангајски витезови                   |               | Рој О’Банон             | Номинован — МТВ филмска награда за Најбољи филмски дуо |
| 2003.               | Како да не!                          |               | Оуен Вилсон             | Камео |
| 2004.               | Талас преваре                        |               | Џек Рајан               | |
| 2004.               | Старски и Хач                        |               | Кен Хачинсон            | МТВ филмска награда за Најбољи пољубац Номинован — МТВ филмска награда за Најбољи филмски дуо Номинован — Награда Избора народа за Омиљену хемију на екрану Номинован — Награда Избора тинејџера за Одабрани филм: глумац у комедији Номинован — Награда Избора тинејџера за Одабрани филм: хемија |
| 2004.               | Пут око света за 80 дана             |               | Вилбур Рајт             | |
| 2004.               | Водени живот са Стивом Зисоуом       |               | Нед Плимптон            | Номинован — Награда Бостонског филмског критичког друштва за Најбољи филмску поставу Награда Удружења телевизијских филмских критичара за Најбољу филмску поставу |
| 2004.               | Упознајте Фокерове                   |               | Кевин Роли              | Камео |
| 2005.               | Прича Вендела Бејкера                |               | Нил Кинг                | |
| 2005.               | Судари на венчању                    |               | Џон Беквит              | МТВ филмска награда за Најбољи филмски дуо Награда Избора народа за Омиљено такмичење на екрану МТВ филмска награда за Најбољу улогу у комедији Номинован — Награда Избора тинејџера за Одабрани филм: липлок |
| 2006.               | Аутомобили                           |               | Муња Меквин             | Глас |
| 2006.               | Матер и Гостлајт                     |               | Муња Меквин             | Краткометражни; глас |
| 2006.               | Ти, ја и Дапри                       |               | Рандолф Дапри           | Такође продуцент |
| 2006.               | Ноћ у музеју                         |               | Џедедаја                | Неприписано |
| 2007.               | Дарџилинг лимитед                    |               | Франсис Витман          | |
| 2008.               | Дрилбит Тејлор                       |               | Дрилбит Тејлор          | |
| 2008.               | Марли и ја                           |               | Џон Гроган              | Номинован — Награда Избора тинејџера за Одабрани филм: липлок |
| 2008.               | Преко њеног мртвог тела              |               | Човек на телефону       | Неприписано |
| 2009.               | Ноћ у музеју 2: Битка за Смитсонијан |               | Џедедаја                | |
| 2009.               | Фантастични господин Лисац           |               | Тренер Скип             | Глас |
| 2010.               | Мармадјук                            |               | Мармадјук               | Глас |
| 2010.               | Како знаш                            |               | Мети Рејнолдс           | Глас |
| 2010.               | Упознајте мале Фокерове              |               | Кевин Роли              | |
| 2011.               | Хол пас                              |               | Рик                     | |
| 2011.               | Поноћ у Паризу                       |               | Гил                     | Номинован — Награда Комедија за Глумца у комедији Номинован — Награда Златни глобус за Најбољег глумца — играни филм мјузикл или комедија Номинован — Награда Еснафа филмских глумаца за Изванредан перформанс поставе у покретној слици Номинован — Награда Феникског филмског критичког друштва за Најбољу поставу |
| 2011.               | Аутомобили 2                         |               | Муња Меквин             | Глас Награда Избора народа за Омиљени анимирани филмски глас |
| 2011.               | Велика година                        |               | Кени Бостик             | |
| 2013.               | Млађи референти                      |               | Ник Камбел              | |
| 2013.               | Слободне птице                       |               | Реги                    | Глас |
| 2014.               | Јеси ли овде                         |               | Стив Далас              | |
| 2014.               | Гранд Будапест хотел                 |               | Г. Чак                  | |
| 2014.               | Херој Града Боја                     |               | Рики Змај               | Глас |
| 2014.               | Својствени заменик                   |               | Кој Харлинген           | |
| 2014.               | Луда ноћ у музеју: Тајна фараона     |               | Џедедаја                | |
| 2015.               | Смешна је на тај начин               |               | Арнолд Албертсон        | |
| 2015.               | Без излаза                           |               | Џек Двајер              | |
| 2016.               | Зулендер 2                           |               | Хансел Макдоналд        | |
| 2016.               | Генијални умови                      |               | Стив Чејмбс             | |
| 2016.               | Гадови                               |               | Непознато               | |
| 2017.               | Аутомобили 3                         |               | Муња Меквин             | Глас |
| 2021.               | Француска депеша                     |               | Хербсент Сазерак        | |
| 2022.               | Ти си тај                            |               | Чарли Гилберт           | |
| 2023.               | Антмен и Оса: Квантуманија           |               | Мобијус М. Мобијус      | Камео |
| Телевизија          |                                      |               |                         | |
| 1999.               | Хит Вижон и Џек                      |               | Хит Вижон               | Краткометражни; глас |
| 2001.               | Краљ брда                            |               | Рет ван дер Граф        | Глас; епизода: |
| 2010.               | Клуб отписаних                       |               | Вођа друге научне групе | Неприписано Епизода: |
| 2013.               | Историја пијанства                   |               | Џон Харви Келог         | Епизода: |
| 2014.               | Аутомобили: Мејтерове дуге приче     |               | Муња Меквин             | Глас; епизода: |
| 2021.               | Локи                                 |               | Мобијус М. Мобијус      | |
| Видео-игрице        |                                      |               |                         | |
| 2006.               | Аутомобили                           |               | Муња Меквин             | Глас |
| 2012.               | Кинект раш: Дизни-Пиксар авантура    |               | Муња Меквин             | Глас |
| 2014.               | Аутомобили: Брз као муња             |               | Муња Меквин             | Глас |
| Музички видеи       |                                      |               |                         | |
| 2006.               | Бог ће те изрезати                   |               | Н/Д                     | Извођач: Џони Кеш |
| 2013.               | Божић у ЛА                           |               | Н/Д                     | Извођач: Килерс |